# Páduai Szent Antal
Páduai Antal (portugál: António/Antônio de Pádua, latin: Antōnius Patavīnus), katolikus nevén Páduai Szent Antal (Lisszabon, 1195. augusztus 15. – Arcella (ma Padova része), 1231. június 13.) portugál származású ferences rendi teológus és prédikátor. A római katolikus egyház szentje; a szegények és egyben Portugália védőszentje.
35 évesen halt meg. Az egyháztörténelem egyik leggyorsabban szentté avatott embere volt, alig egy évvel halála után szentté avatták. Ma az egyik legnagyobb ferences szentként tisztelik. XII. Piusz pápa pápa 1946-ban egyháztanítóvá nyilvánította. 

## Élete
Gazdag portugál nemesi családból származott, eredetileg Fernando névre keresztelték. Körülbelül 15-16 éves lehetett, amikor belépett az Ágoston-rendi kanonokok közé. 1212-ben elöljárója engedélyével a cóimbrai Santa Croce-kolostorba költözött, ahol nyolc évig maradt, idejét főként tanulással és imával eltöltve.
1220-ban, amikor látta, hogy a Santa Croce-templomba szállították az első ferences vértanúk holttestét, akik Marokkóban haltak meg, őt is feltüzelte a vértanúság vágya.
Ez évben átlépett a ferencesekhez, a Kisebb Testvérek Rendjébe, abban a reményben, hogy a szaracénoknak (muszlimok) prédikálhat, és ő is mártírhalált halhat. Ekkor vette fel az Antal nevet, védőszentjéül Remete Szent Antalt választva.
Nemsokára misszionáriusként Marokkóba indult. Súlyos betegsége miatt, amely egész télen sújtotta, hamar haza kellett térnie, a hajó azonban viharba került, és Szicília partjaira vetődött. Itt élt egy rövid ideig, majd feltehetőleg 1221-ben részt vett a ferencesek Assisiben tartott generális káptalanján.
A feljegyzések nem tárnak fel semmilyen találkozót közte és Assisi Szent Ferenc között. Mivel Antal feltűnt szónoki képességeivel, 1223-ban Ferenc őt nevezte ki a szerzetesek első teológiaprofesszorává. Azzal bízták meg, hogy teológiát tanítson az itáliai Bolognában, majd Dél-Franciaországban, Montpellier-ben, Toulouse-ban és Puy-en-Velay-ban. Tanítóként nagy csodálatot vívott ki.
Az ő nevéhez fűződik Szt. Ágoston teológiájának a ferences rendbe való bevezetése.
1226-ban kinevezték Észak-Itália tartományi elöljárójává, miközben a Bolognai Egyetemen a teológia ferences lektora volt.
1228 húsvétja táján, 33 évesen Rómában találkozott IX. Gergely pápával.
1230-ban lemondott tisztségéről az assisi generális káptalanon, és visszavonult a padovai kolostorba, amelyet ő maga alapított.
1231-ben Padovában tartotta utolsó és leghíresebb nagyböjti prédikációit. A tömeg olyan nagy volt – néha 30 ezer ember –, hogy a templomok nem tudták befogadni őket, ezért kimentek a terekre vagy a nyílt mezőkre.
1231 nagyböjtjének végén visszavonult a Padova szomszédságában fekvő Camposanpieróba. 35 éves korában, 1231. június 13-án halt meg, a Padova környéki arcellai kolostorban.

## Attribútumai
- Gyermek Jézus
- Kenyér
- Könyv
- Liliom

## Tisztelete
A nép viharos követelésére IX. Gergely pápa már tizenegy hónappal halála után, 1232. május 30-án szentté avatta. 1946-ban XII. Piusz pápa egyháztanítóvá nyilvánították.
Páduai Szent Antal (többek között) a szegények védőszentje, ezért a katolikus templomokban a szobra előtt található Szent Antal-persely a rászorulók számára felajánlott adományok gyűjtésére szolgál. Elveszett dolgok megtalálásakor is lehet adományt felajánlani neki.
Sírja a padovai Szent Antal-bazilikában található, híres zarándokhely, ahol csodálatos módon épségben megmaradt nyelve, állkapcsa és hangképző szervei is ereklyeként megtekinthetők. Ünnepe halála napja június 13., a liliomnyíláskor, amely az ártatlanság, a szűzi tisztaság virága.

## Művei magyar nyelven
- Nagyböjti szentbeszédek; ford. Stagl Bernadett; Szent István Társulat, Budapest, 2020 ISBN 9789632778679

## Képek

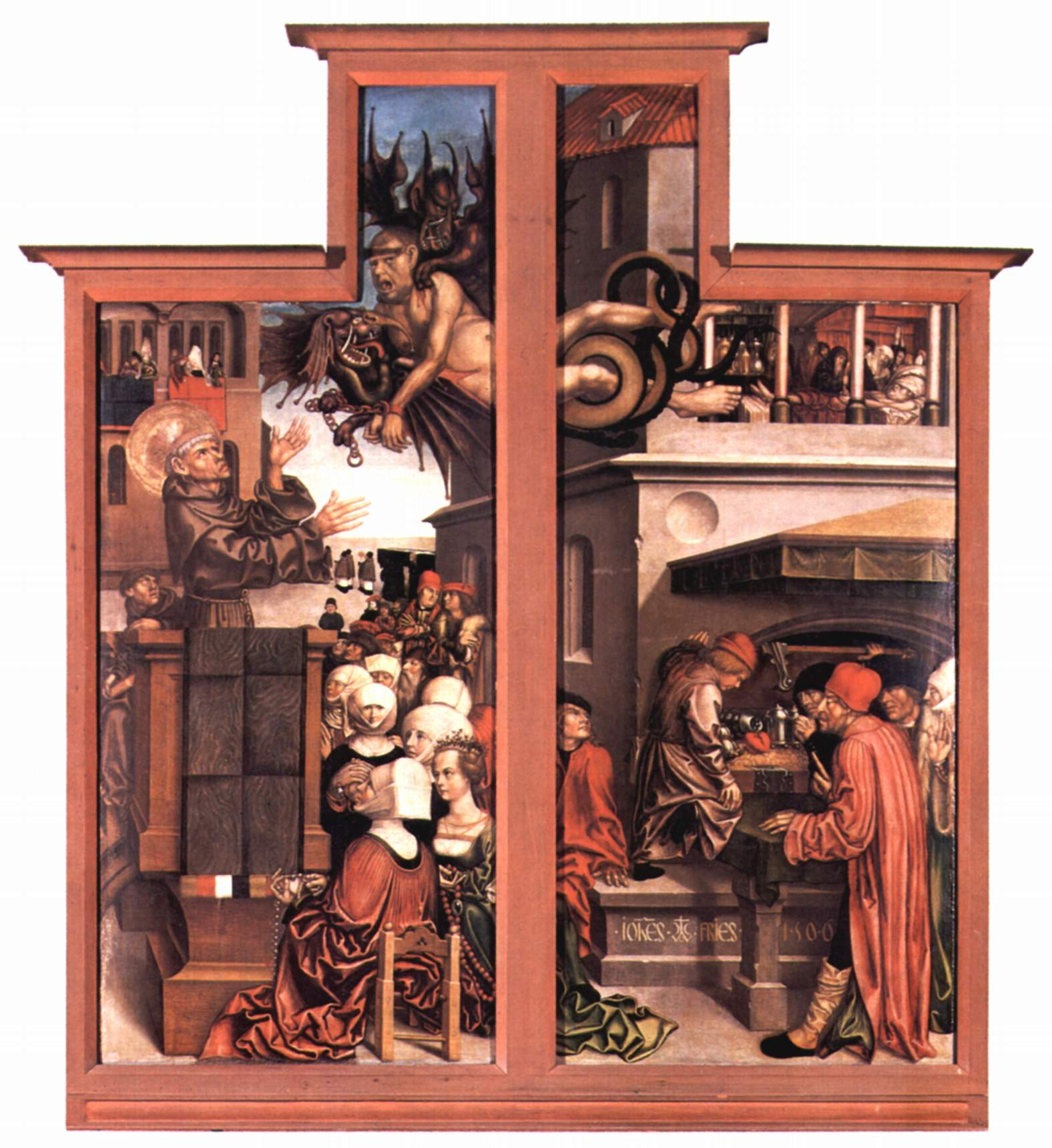
Hans Fries: Páduai Szent Antal prédikációja, 1506
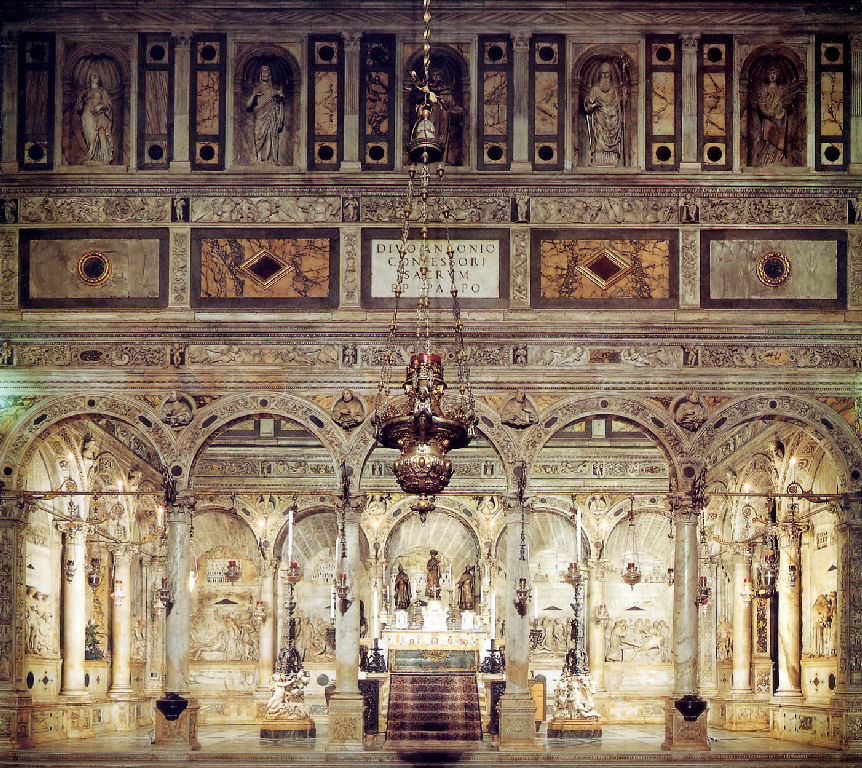
Szent Antal-kápolna, a Szent sírjával, Szent Antal-bazilika (Padova)
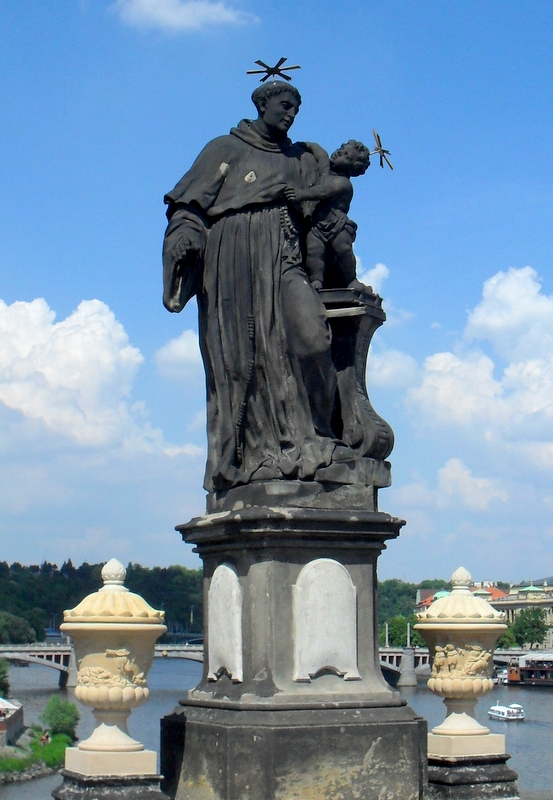
Jan Oldřich Mayer: Szent Antal szobra, Károly-híd, Prága